# Axinyssa pitys
Axinyssa pitys är en svampdjursart som först beskrevs av de Laubenfels 1954.  Axinyssa pitys ingår i släktet Axinyssa och familjen Halichondriidae. Inga underarter finns listade i Catalogue of Life.